# Rayón (kommun i San Luis Potosí)
Rayón är en kommun i Mexiko.   Den ligger i delstaten San Luis Potosí, i den centrala delen av landet, 270 km norr om huvudstaden Mexico City.
Följande samhällen finns i Rayón:
- Rayón
- Las Guapas
- El Sabinito
- El Epazote
- San Felipe de Jesús Gamotes
- San Francisco
- La Nueva Reforma
- El Piruche
- San Patricio